# Tungskrapa

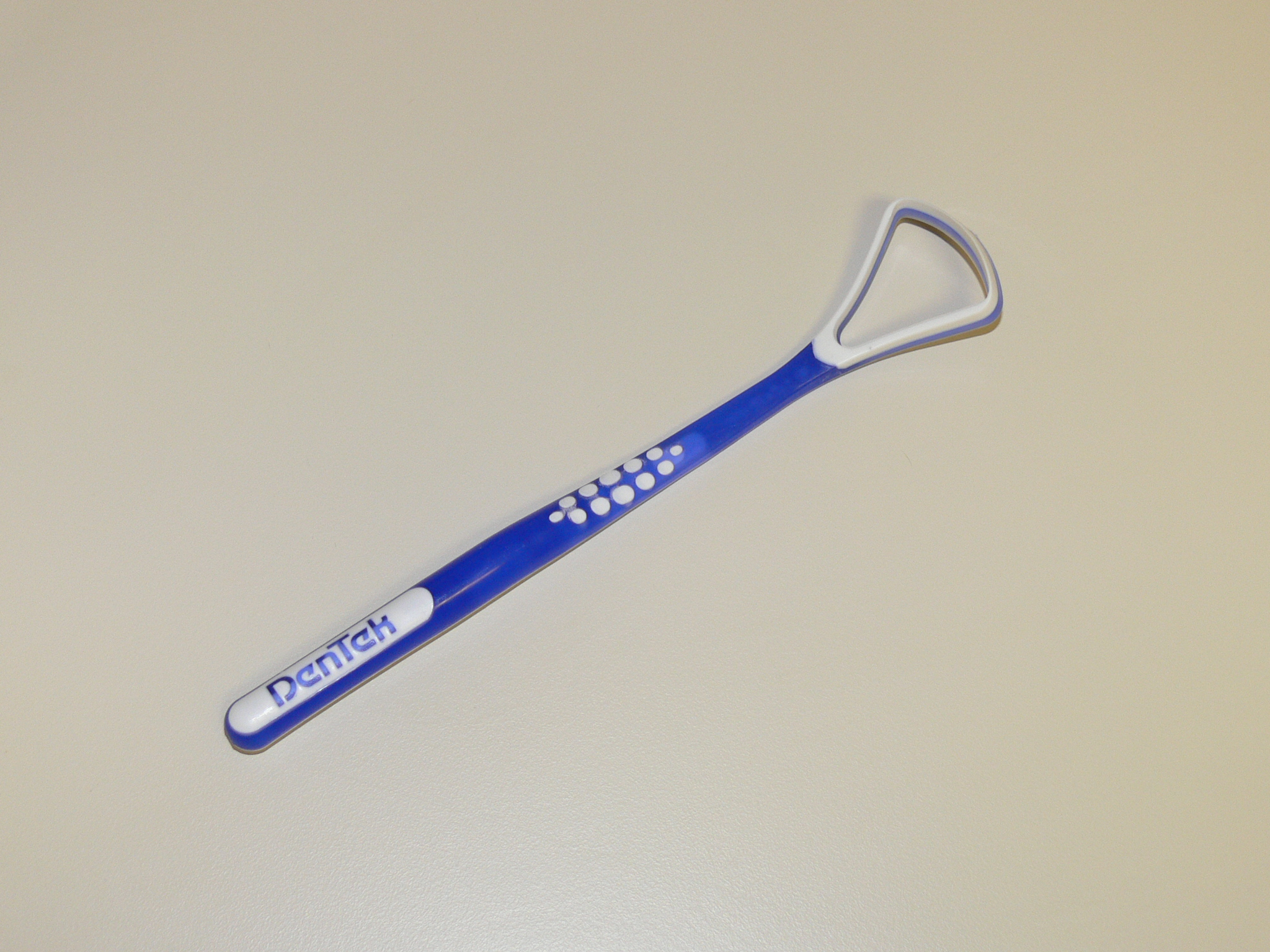
Tungskrapa.

En tungskrapa är ett lättanvänt redskap som avlägsnar plack från tungan och motverkar dålig andedräkt. Modellerna kan variera; en består av en båge av böjligt, rostfritt stål med handtag på respektive sida. En annan variant är ett skaft med en rundad, triangelformad ovansida.  Tungskrapan kan också vara i skepnad av ett borsthuvud på en eltandborste. 